# Борко Јовановић
Борко Јовановић је бивши југословенски и српски кошаркаш. Играо је за Црвену звезду и кошаркашку репрезентацију Југославије.

## Биографија и каријера
Јовановић је читаву каријеру провео у београдској Црвеној звезди, где је играо од 1949. до 1958. године заједно са Миланом Бјегојевићем, Ладиславом Демшаром, Бориславом Ћурчићем, Драганом Гоџићем, Александром Гецом, Ђорђем Андријашевићем и другима. Са Црвеном звездом освојио је седам пута Прву лигу Југославије и одиграо 127 утакмица.
У јулу 1950. године био је у саставу тима Црвене звезде која је освојила међународни куп турнир у Милану, Италија.
Био је у саставу репрезентације Југославије на Европском првенству у кошарци 1953. године одржаном у Москви. На две утакмице постигао је шест поена.
Борков брат Славољуб такође је био кошаркаш и играо за ОКК Београд од 1951. до 1953. године.

## Медаље и трофеји
- Прва лига Југославије (1949—1955)